# Semiothisa obditaria
Semiothisa obditaria là một loài bướm đêm trong họ Geometridae.